# ژوزف پروسل
ژوزف پَروسل (فرانسوی: Joseph Parrocel‎; ۳ اکتبر ۱۶۴۶ – ۱ مارس ۱۷۰۴) نقاش سبک باروک اهل فرانسه بود. وی بیشتر به خاطر نقاشی‌ها و طراحی صحنه‌های نبرد شهرت داشت.

## نگارخانه

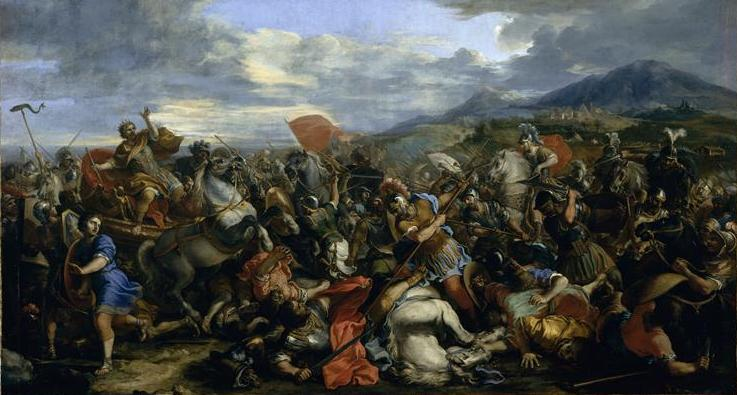
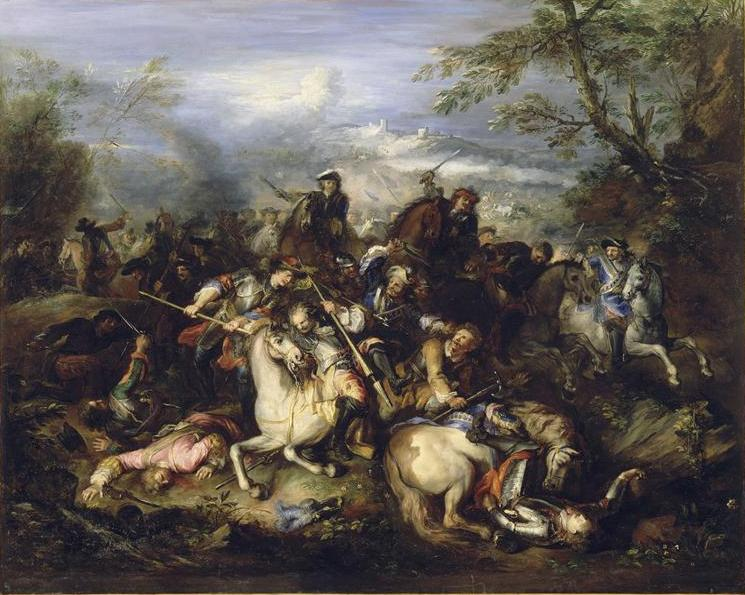
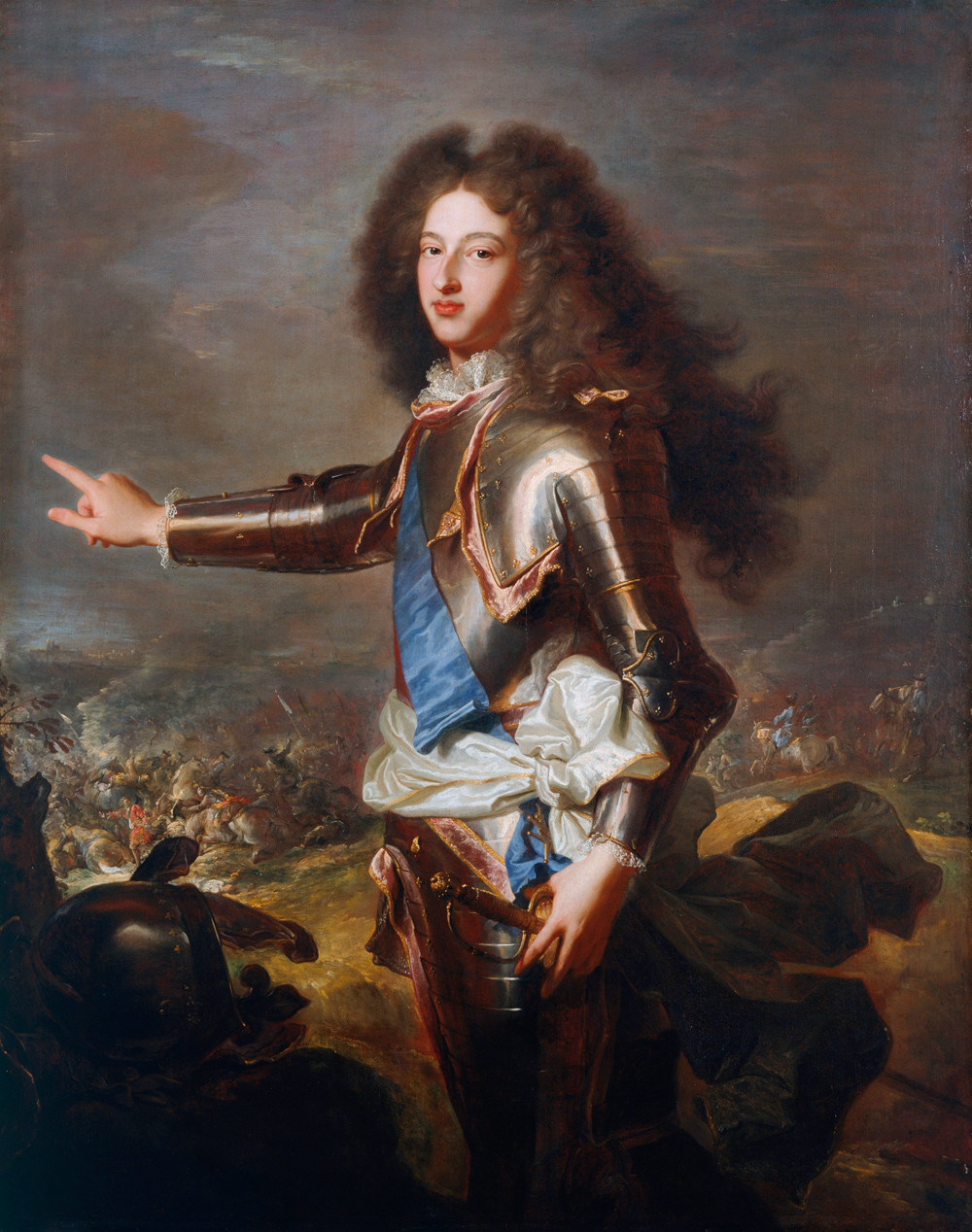
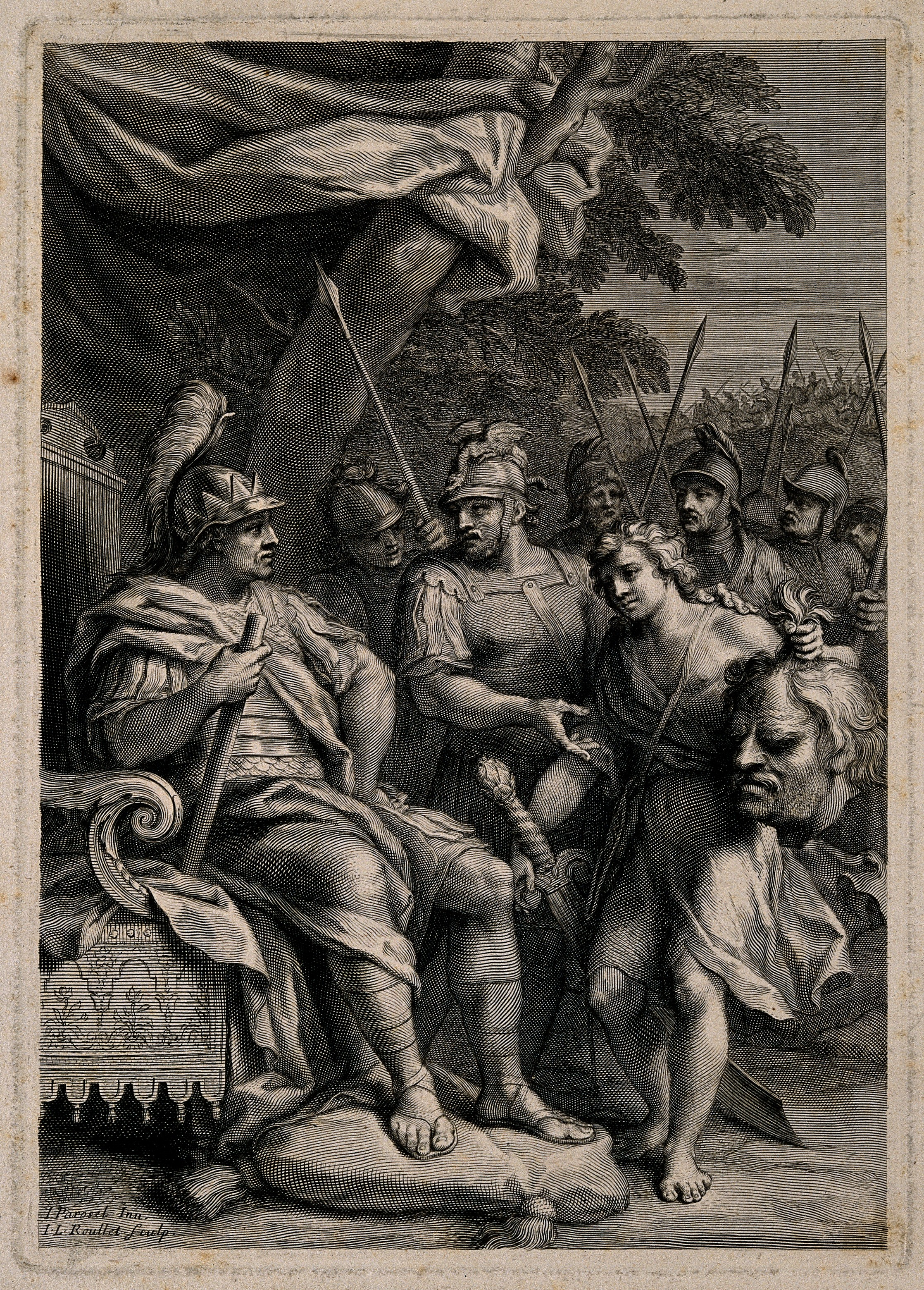